# Watch My Dance
Watch My Dance − piosenka cypryjskiego piosenkarza Loucasa Yiorkasa i Stereo Mike'a. Jest to mieszanka greckich brzmień laiko-zeibekiko w języku greckim wykonanych przez Yiorkasa z rapowymi elementami w języku angielskim Stereo Mike'a. Piosenka reprezentowała Grecję podczas Konkursu Piosenki Eurowizji 2011. Utwór został napisany przez Giannis Christodoulopoulos, a słowa wymyśliła Eleana Vrahali. Piosenka została napisana w języku greckim (partie wokalne Yiorkasa) oraz angielskim (rapowa partia Stereo Mike'a). Utwór to mieszanka hip-hopu z elementami greckiej kultury, w tym zeibekiko i laiko.

## Tło
11 stycznia 2011 roku, po napisaniu informacji do wytwórni muzycznych w sprawie wysyłania propozycji piosenek do greckich preselekcji do Konkursu Piosenki Eurowizji, ERT oficjalnie ogłosił sześciu kandydatów do finału eliminacji, w tym Loucasa Yiorkasa. Artysta zgłosił piosenkę "Watch my Dance", którą wykonał ze Stereo Mikiem.
2 marca 2011 roku, podczas greckich preselekcji do Konkursu Piosenki Eurowizji 2011 wystąpiło sześciu kandydatów, a zwycięstwo trafiło do duetu Yiorkas-Stereo Mike.

## Konkurs Piosenki Eurowizji
10 maja 2011 roku Yiorkas i Stereo Mike wystąpili z tą piosenką podczas pierwszego półfinału Konkursu Piosenki Eurowizji 2011, który miał miejsce w Düsseldorfie (Niemcy). "Watch My Dance" wygrała półfinał i została ponownie wykonała w finale, który odbył się 14 maja, i przyniosła Grecji 7. miejsce.

## Formaty i listy przebojów
- Digital download

1. "Watch My Dance" – 3:03

## Notowania na listach przebojów
| Kraj   | Lista (2010)                      | Najwyższa pozycja |
| ------ | --------------------------------- | ----------------- |
| Grecja | Greek Digital Singles             | 1                 |
| Grecja | Greek Airplay Chart (IFPI Greece) | 52                |

## Daty wydania
| Region | Data           | Wytwórnia | Format           |
| ------ | -------------- | --------- | ---------------- |
| Grecja | 25 lutego 2011 | Minos EMI | airplay          |
| Cypr   | 25 lutego 2011 | Minos EMI | airplay          |
| Grecja | marzec 2010    | Minos EMI | Digital download |
| Cypr   | marzec 2010    | Minos EMI | Digital download |